# Darius Dhlomo
Darius Mfana Temba Dhlomo (Durban, 9 augustus 1931 – Enschede, 13 juni 2015) was een Zuid-Afrikaans voetballer, bokser, muzikant en politicus.

## Biografie
Dhlomo speelde als voetballer bij de Baumann-ville City Blacks in Durban en was als bokser kampioen in het middengewicht van Natal. Op 11 november 1958 kwam hij aan in Nederland en ging hij bij Heracles Almelo voetballen. Ook in Nederland bleef hij boksen. Hij bokste veertien profpartijen waarvan hij er elf won, twee verloor en één wedstrijd onbeslist eindigde. Bij Heracles, waar hij tot 1962 voetbalde, speelde hij samen met onder andere landgenoot Steve Mokone. Hierna speelde hij voor SBV Vitesse, DHC Delft, HVV Tubantia en Enschedese Boys. Daar speelde hij met Abe Lenstra, die hem ook leerde schaatsen.
Dhlomo bleef na zijn sportloopbaan in Nederland en vestigde zich in Enschede. Hij kon als ANC-lid tot het einde van de apartheid niet terugkeren naar Zuid-Afrika en verkreeg ook de Nederlandse nationaliteit. Dhlomo was werkzaam als leraar en een verdienstelijk bluesmuzikant. Hij zat acht en een halfjaar namens de Partij van de Arbeid in de gemeenteraad van Enschede. In 2010 schreef historicus Wim Coster naar aanleiding van het opzetten van een tentoonstelling in 2006 over Overijsselse sporthelden samen met journalist Ben Siemerink over Dhlomo een boek. Zijn laatste zes jaar verbleef hij in verpleegtehuis Bruggerbosch in Enschede.
In de film De zwarte meteoor speelt hij Steve Mokone.

## Publicaties
- Ben Siemerink et al.: Dhlomo. Een kleurrijk leven tussen zwart en wit. Zwolle, Waanders Uitgevers, 2022. ISBN 978-94-6262-415-3
- Wim Coster & Ben Siemerink: Darius Dhlomo. Voetballer, bokser, muzikant, activist. Amsterdam, De Arbeiderspers, 2010. ISBN 978-90-295-6724-4